# Дубрава (район Загреба)

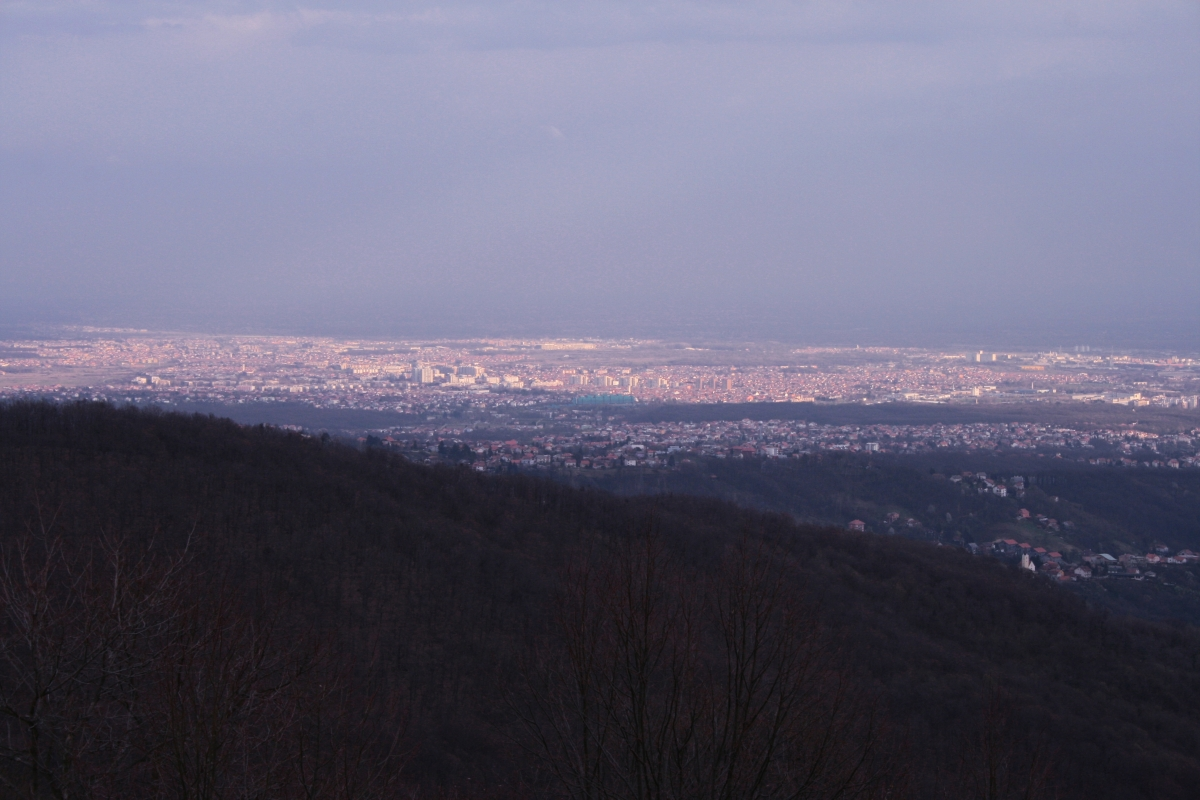
Вид на Дубраву с Медведграда

Дубрава (хорв. Dubrava) — самый восточный район в столице Хорватии городе Загребе.
Расположен восточнее Максимира и западнее Сесвете. По площади (50,1 км ²) Дубрава является пятым районом в Загребе, а по численности населения (97 332 человек по данным переписи 2001 года) занимал 3-е место среди загребских районов (после Трешневки и Нового Загреба), следовательно это один из самых населённых районов хорватской столицы. Через Дубраву пролегает одноименный проспект.
Своё название «Дубрава» район получил из-за того, что в древности на этой территории были рощи, среди деревьев которых преобладали дубы.

## История
Вблизи сегодняшней Дубравы существовало поселение римской эпохи Андавтония (Andautonija), которое было автономной городской единицей. Известный хорватский государственный деятель и археолог Иван Кукулевич-Сакцинский уже во время первых археологических раскопок в Загребе в 1873 году обнаружил остатки Андавтонии.
В VII веке Андавтония разрушается с приходом славян.
Уже к XIII веку район современной Дубравы попал под власть Градца (Верхнего города), то есть молодого Загреба, а уже спустя время здесь начали появляться первые из некоторых современных поселений.
В 1943 году усташами здесь были повешены 16 антифашистов, которые стали известны как «Декабрьские мученики».

## Современное деление и описание
Согласно админустрою Загреба от 1999 года Дубрава делится на 2 подрайона — Верхняя Дубрава (Gornja Dubrava) и Нижняя Дубрава (Donja Dubrava):
- Нижняя Дубрава (Доня Дубрава) — площадь 1 082,3 га (10 823 км ²), население 35 944 человек (2001). Это самая восточная часть Загреба, граничащая с Сесвете, является низменной и равнинной, здесь раскинулись необработанные поля и леса. На севере — улица Дубрава отделяет Нижнюю Дубраву от Верхней, на юге Славонский проспект (Slavonska avenija) отделяет район от Пещеница — Житняка (Peščenice — Žitnjak) — это юго-западная граница. На западе граничит с Максимиром, на востоке — границей является ручей Трнава (Trnava). Если юго-восточная часть района преимущественно пустая, то на севере Доня Дубрава достаточно плотно застроена. Нижняя Дубрава делится на кварталы: Ретковец, Чулинец, Нижняя Дубрава, Решницкий Гай, Поляница (Retkovec, Čulinec, Donja Dubrava, Trnava, Resnički Gaj, Poljanica).
- Верхняя Дубрава (Горня Дубрава) — площадь 40 027,7 га (40 277 км ²), население 61 388 человек (2001). Это северо-восточный район Загреба, который на юге граничит с Нижней Дубравой, Максимиром — на западе, с Сесвете — на востоке. На протяжении большей части Верхней Дубравы доминируют предгорья и склоны Медведницы. Кварталы Верхней Дубравы: Горня Дубрава, Грана-Клак, Студенческий городок, Трновчица, Поляница, Дубец, Мирошевец, Данковец, Дегидовец, Чучерье, Гранешина, Ялшевец, Новоселец (Gornja Dubrava, Grana-Klaka, Studentski grad, Trnovčica, Poljanice, Dubec, Miroševec, Dankovec, Degidovec, Čučerje, Granešina, Jalševec, Novoselec).